# Mounji Boucetta
Mounji Boucetta – tunezyjski zapaśnik walczący w obu stylach. Zdobył cztery medale na mistrzostwach Afryki w latach 1981 - 1984. Wicemistrz arabski w 1983 roku.